# Elisabeta Stuart
Elisabeta Stuart (născută Elisabeta a Scoției; n. 19 august 1596, Fife, Scoția, Regatul Unit – d. 13 februarie 1662, Londra, Regatul Angliei) a fost prima fiică a regelui Iacob I al Angliei și a reginei Ana a Danemarcei. Prin căsătoria cu principele elector Frederic al V-lea a fost principesă a Palatinatului din 1613 până în 1623, precum și regină a Boemiei (1619-1620). 
Datorită faptului că a fost bunica maternă a regelui George I al Marii Britanii, actuala casă domnitoare britanică descinde din Elisabeta Stuart. Multe alte familii regale, inclusiv cele ale Spaniei, Danemarcei, Norvegiei, Suediei, Belgiei, Luxemburg, Țărilor de Jos, precum și foștii monarhi ai Greciei, României, Germaniei și Rusiei au descins din Elisabeta Stuart.
Fiica ei Henriette Marie von der Pfalz a fost înmormântată în Catedrala Sfântul Mihail din Alba Iulia.

## Tinerețe

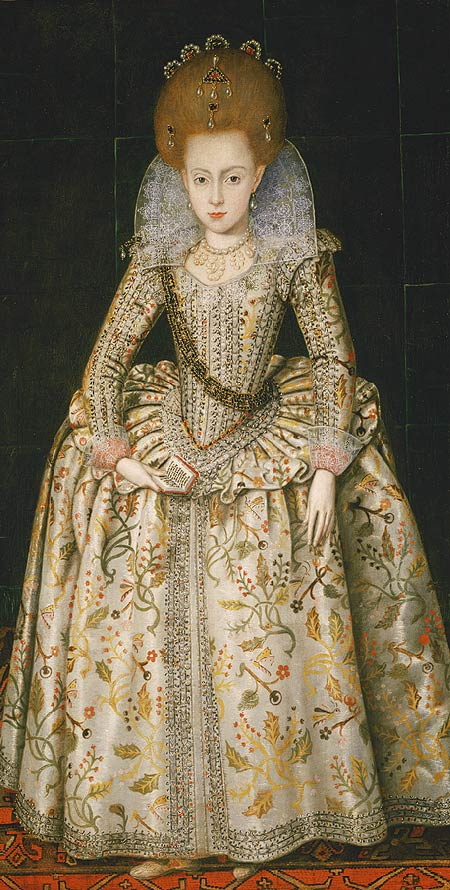
Prințesa Elisabeta, 1606, de Robert Peake cel Bătrân.

Elisabeta s-a născut la Palatul Falkland din Fife. La momentul nașterii sale, tatăl ei era doar rege al Scoției. Numită în onoarea reginei Elisabeta I a Angliei, mica Elisabeta a fost botezată la 28 noiembrie 1596 la capela regală de la Holyroodhouse. În timpul vieții sale în Scoția, Elisabeta a crescut la Palatul Linlithgow, unde a fost plasată în grija Lordului Livingstone și a soției acestuia. Când Elisabeta avea numai șase ani, în 1603, regina Elisabeta I a Angliei a murit iar tatăl ei, Iacob, i-a succedat la tronurile din Anglia și Irlanda.
Împreună cu fratele ei mai mare, Henric, Elisabeta a călătorit spre Anglia cu mama lor. Când a ajuns în Anglia, guvernanta ei a devenit Contesa de Kildare, până a fost expediată în grija Lordului Harington, cu care ea a petrecut ani de copilărie fericită la Combe Abbey în Warwickshire. Aici Elisabeta o va întâlni pe Anne Dudley, cu care va avea o prietenie de-o viață.
Parte din intenția Complotului Prafului de Pușcă din 1605 a fost să o răpească pe Elisabeta care avea nouă ani și s-o pună pe tronul Angliei (și, probabil, Irlandei și Scoției) ca monarh catolic după asasinarea aristocrației protestante engleze. Acest lucru nu s-a întâmplat, Guy Fawkes a fost capturat de soldații regelui înainte ca el să aprindă pulberea.
Elisabeta a primit o educație cuprinzătoare pentru o prințesă la acel moment. Această educație a inclus instruire în istorie naturală, geografie, teologie, limbi, scris, istorie, muzică și dans. I s-a refuzat instruire în clasici, tatăl ei crezând că „latina a avut efectul nefericit de a face femeile mai viclene”. La vârsta de 12 ani, Elisabeta vorbea fluent câteva limbi, inclusiv franceza, "pe care o vorbea uțor și cu grație" și în care, mai târziu, va conversa cu soțul ei. De asemenea, a fost o călăreață excelentă și avea o înțelegere aprofundată a religiei protestante. A avut o aptitudine pentru scris scrisori care „sunau sincer și nu bombastic”.
Ca fiică de monarh, mâna Elisabetei era foarte dorită. Pețitori din toată Europa au venit, inclusiv Prințul Moștenitor Gustavus Adolphus al Suediei și oștenitorul ducatului de Savoia, însă în cele din urmă ea s-a logodit cu Frederick al V-lea, Elector Palatin în 1612. El și Elisabeta împărțeau ca strămoș comun pe regele Henric al II-lea al Angliei.
Frederick a sosit în Anglia la 16 octombrie 1612 și cei doi tineri s-au plăcut de la început. Regele Iacob nu a luat în considerare fericirea cuplului, dar a văzut căsătoria ca fiind "un pas într-un proces mai larg de realizare a concordiei interne și europene". Singura persoană aparent nemulțumită de căsătorie a fost regina Anne. Ca fiică a unui rege, sora unui rege, soția unui rege, ea ăși dorea să fie și mama  unei regine.
La 6 noiembrie 1612 Henric Frederick, Prinț de Wales a murit la vârsta de 18 ani. Moartea lui a fost dureroasă pentru Elisabeta iar noua ei poziție ca a doua în linie la tron a făcut-o o partidă și mai dorită.

## Căsătorie
La 14 februarie 1613, ea s-a căsătorit cu Frederick al V-lea, Elector Palatin în Germania și și-a luat locul la curtea din Heidelberg. Frederick a fost liderul asociației prinților protestanți din Sfântul Imperiu Roman iar Elisabeta s-a căsătorit cu el în efortul de a crește legăturile lui Iacob cu acești prinți. Cei doi au fost profund îndrăgostiți unul de altul și au rămas un cuplu romantic de-a lungul căsniciei. Noul soț al Elisabetei a transformat locul său de la Castelul Heidelberg creând "aripa engleză" pentru ea. 
Elisabeta a născut trei copii la Heidelberg: Frederic Henric în 1614, Carol în 1617 și Elisabeta în 1619.

### Regină a Boemiei
În 1619 lui Frederick i s-a oferit iar el a acceptat coroana Boemiei. Elisabeta a fost încoronată regină a Boemiei la 7 noiembrie 1619, la trei zile după încoronarea soțului ei ca rege al Boemiei. Al patrulea copil al cuplului, Prințul Rupert, s-a născut la o lună după încoronare.
Domnia lui Frederick a început bine dar a durat doar in an. Coroana Boemiei "a fost întotdeauna un colț de piatră al politicii habsburgice" și moștenitorul, Ferdinand, acum Sfântul Împărat Roman Ferdinand al II-lea, nu va ceda. Domnia lui Frederick s-a încheiat la 8 noiembrie 1620, cu înfrângerea sa de către Ferdinand în Bătălia de la Muntele Alb (evenimentul declanșator al Războiului de Treizeci de Ani). Elisabeta este cunoscută ca "regina de-o iarnă" (zimní královna) iar Frederick ca "regele de-o iarnă" ca referire la scurta lor domnie. 

### Exilul
Temându-se cei mai rău, la momentul înfrângerii în Bătălia de la Muntele Alb, Elisabeta era deja plecată din Praga și aștepta nașterea celui de-al cincilea copil la castelul Custrin, la aproximativ 80 de km de Berlin. Acolo, la 6 ianuarie 1621 după un travaliu ușor a născut un fiu sănătos, Maurice.
Cuplul a plecat în exil la Haga. În timpul exilului Elisabeta a mai născut opt copii: patru băieți și patru fete. Ultimul, Gustavus, s-a născut la 2 ianuarie 1632, anul morții lui Frederick la doar 36 de ani. Când Elisabeta a primit vestea morții soțului ei, timp de trei zile nu a mâncat, băut sau dormit. Când regele Carol I al Angliei (fratele ei) a auzit de starea Elisabetei a invitat-o să se întoarcă în Anglia însă ea a refuzat. Ea a rămas în Olanda chiar și după ce fiul ei a reobținut electoratul tatălui său în 1648. 
Între decesul soțului ei în 1632 și propriul ei deces 30 de ani mai târziu, ea a asistat la moartea a patru dintre copiii ei: Gustavus în 1641, Filip în 1650, Henriette Marie în 1651 și Maurice în 1652. Ea va suferi o altă lovitură odată cu execuția fratelui ei, Carol I al Angliei. După restaurarea monarhiilor engleză și scoțiană, ea a călătorit la Londra pentru a-și vizita nepotul, Carol al II-lea și a murit acolo.
Fiica cea mică a Elisabetei, Sofia de Hanovra, s-a căsătorit în 1658 cu Ernest Augustus viitorul Elector de Hanovra. "Act of Settlement" din 1701 a stabilit ca succesiunea să revină Sofiei și descendenților ei, așă că toți monarhii Marii Britanii începând cu George I sunt descendenții ei.